# Acraea hades
Acraea hades är en fjärilsart som beskrevs av James John Joicey och Talbot 1926. Acraea hades ingår i släktet Acraea och familjen praktfjärilar. Inga underarter finns listade i Catalogue of Life.